# Berlin Knights
I Berlin Knights sono una squadra di football americano di Berlino, in Germania, fondata nel 2017. La sezione maschile milita in Oberliga Ost, mentre la sezione femminile partecipa alla Damenbundesliga, il massimo campionato nazionale.

## Dettaglio stagioni

### Tornei nazionali

#### Campionato

##### Damenbundesliga
| Stagione | regular season | regular season | regular season | regular season | regular season | regular season | playoff | playoff | playoff | playoff | playoff | playoff   | playoff    |
|          | Vin            | Par            | Per            | Tot            | PF             | PS             | Vin     | Per     | Tot     | PF      | PS      | risultato | avversaria |
| -------- | -------------- | -------------- | -------------- | -------------- | -------------- | -------------- | ------- | ------- | ------- | ------- | ------- | --------- | ---------- |
| 2019     | 2              | 0              | 6              | 8              | 71             | 223            | -       | -       | -       | -       | -       | -         | -          |
| Totale   | 2              | 0              | 6              | 8              | 71             | 223            | -       | -       | -       | -       | -       |           |            |

Fonti: Enciclopedia del Football - A cura di Roberto Mezzetti

##### Oberliga (quarto livello)
| Stagione | regular season | regular season | regular season | regular season | regular season | regular season | playoff | playoff | playoff | playoff | playoff | playoff   | playoff    |
|          | Vin            | Par            | Per            | Tot            | PF             | PS             | Vin     | Per     | Tot     | PF      | PS      | risultato | avversaria |
| -------- | -------------- | -------------- | -------------- | -------------- | -------------- | -------------- | ------- | ------- | ------- | ------- | ------- | --------- | ---------- |
| 2019     | 5              | 2              | 3              | 10             | 262            | 171            | -       | -       | -       | -       | -       | -         | -          |
| Totale   | 5              | 2              | 3              | 10             | 262            | 171            | -       | -       | -       | -       | -       |           |            |

Fonti: Enciclopedia del Football - A cura di Roberto Mezzetti

##### Landesliga (sesto livello)
| Stagione | regular season | regular season | regular season | regular season | regular season | regular season | playoff | playoff | playoff | playoff | playoff | playoff   | playoff    |
|          | Vin            | Par            | Per            | Tot            | PF             | PS             | Vin     | Per     | Tot     | PF      | PS      | risultato | avversaria |
| -------- | -------------- | -------------- | -------------- | -------------- | -------------- | -------------- | ------- | ------- | ------- | ------- | ------- | --------- | ---------- |
| 2018     | 9              | 0              | 1              | 10             | 337            | 76             | -       | -       | -       | -       | -       | -         | -          |
| Totale   | 9              | 0              | 1              | 10             | 337            | 76             | -       | -       | -       | -       | -       |           |            |

Fonti: Enciclopedia del Football - A cura di Roberto Mezzetti